# Keť
Keť (1948 bis 1992 slowakisch „Kvetná“; ungarisch Kéty oder Érsekkéty) ist eine Gemeinde im Westen der Slowakei mit 562 Einwohnern (Stand 31. Dezember 2024), die zum Okres Levice, einem Teil des Nitriansky kraj, gehört.

## Geographie
Die Gemeinde befindet sich im Ostteil des slowakischen Donautieflands, im weiten Tal des unteren Hron, vorwiegend am rechten Ufer des rechtsseitigen Zuflusses Kvetnianka. Das Ortszentrum liegt auf einer Höhe von 150 m n.m. und ist 17 Kilometer von Želiezovce sowie 40 Kilometer von Levice entfernt.
Nachbargemeinden sind Nýrovce im Norden, Hronovce im Nordosten, Pohronský Ruskov und Čata im Osten, Bíňa im Südosten, Bruty im Süden, Veľké Ludince im Südwesten und Kuraľany im Westen.

## Geschichte
Keť wurde zum ersten Mal im Jahr 1295 als Kegyd schriftlich erwähnt. Im 14. Jahrhundert war das Dorf Besitz landadliger Familien Divéky und Szőllősy, ab dem 15. Jahrhundert wurde es als Gut des Erzbistums Gran mehrmals gepachtet. Der Ort wurde wegen türkischer Plünderungen mehrere Male in Mitleidenschaft gezogen, wie zum Beispiel in den Jahren 1543 und 1599. 1571 standen 20 Ansiedlungen im Ort, davon waren nur drei bewohnt. 1715 gab es 25 Haushalte, 1720 zwei Mühlen, 1787 hatte die Ortschaft 98 Häuser und 556 Einwohner. 1828 zählte man 99 Häuser und 787 Einwohner, die als Landwirte beschäftigt waren.
Bis 1918 gehörte der im Komitat Gran liegende Ort zum Königreich Ungarn und kam danach zur Tschechoslowakei beziehungsweise heute Slowakei. Auf Grund des Ersten Wiener Schiedsspruchs lag er 1938–1945 noch einmal in Ungarn.

## Bevölkerung
| Jahr                | 1994 | 2004    | 2014    | 2024     |
| ------------------- | ---- | ------- | ------- | -------- |
| Anzahl der Personen | 764  | 688     | 636     | 562      |
| Unterschied         |      | −9,94 % | −7,55 % | −11,63 % |

| Jahr                | 2023 | 2024    |
| ------------------- | ---- | ------- |
| Anzahl der Personen | 571  | 562     |
| Unterschied         |      | −1,57 % |

Nach der Volkszählung 2011 wohnten in Keť 662 Einwohner, davon 580 Magyaren, 59 Slowaken und drei Tschechen. 10 Einwohner machten keine Angabe zur Ethnie.
335 Einwohner bekannten sich zur reformierten Kirche, 287 Einwohner zur römisch-katholischen Kirche, drei Einwohner zur Evangelischen Kirche A. B. sowie jeweils ein Einwohner zur jüdischen Gemeinde und zur tschechoslowakischen hussitischen Kirche. 15 Einwohner waren konfessionslos und bei 20 Einwohnern wurde die Konfession nicht ermittelt.

## Bauwerke
- römisch-katholische Kirche aus dem Jahr 1885
- reformierte Kirche

## Persönlichkeiten
- János Szirmai (1925–2014), Buchbinder und Einbandforscher